# Degazolinaža
Degazolinaža je postupak kojim se iz vlažnog prirodnog gasa, izdvajaju tečni naftni gas (propan i butan) i ugljovodonici višeg reda (sa 5 i više ugljenikovih atoma) - iz kojih se kasnije dobija laki benzin (gazolin), a pri kome ostaje suvi prirodni gas.